# Liga Colombiana de Béisbol Profesional 1950
La temporada de la Liga Colombiana de Béisbol Profesional 1950 fue la 3° de la primera época de este campeonato disputada del 1 de abril de 1950 al 27 de agosto de 1950. Un total de 4 equipos participaron en la competición.

## Novedades
Armco de Barranquilla fue reemplazado por Cerveza Águila.

## Equipos participantes
| Equipo                 | Fundación | Departamento | Ciudad       | Estadio                   | Capacidad |
| Torices de Cartagena   | 1948      | Bolívar      | Cartagena    | Estadio Once de Noviembre | 12 000    |
| Indios de Cartagena    | 1948      | Bolívar      | Cartagena    | Estadio Once de Noviembre | 12 000    |
| Cerveza Águila         | 1950      | Atlántico    | Barranquilla | Estadio Tomás Arrieta     | 8 000     |
| Filtta de Barranquilla | 1948      | Atlántico    | Barranquilla | Estadio Tomás Arrieta     | 8 000     |

## Temporada regular
Cada equipo disputó 49 juegos en total.
| Pos | Equipo                         | JG | JP | JJ | AVG.  | Dif |
| --- | ------------------------------ | -- | -- | -- | ----- | --- |
| 1.  | Indios de Cartagena            | 32 | 17 | 49 | 0.653 | --- |
| 2.  | Cerveza Águila de Barranquilla | 30 | 19 | 49 | 0.612 | 2,0 |
| 3.  | Filtta de Barranquilla         | 29 | 19 | 49 | 0.592 | 3,0 |
| 4.  | Torices de Cartagena           | 28 | 21 | 49 | 0.571 | 4,0 |

| Colombia                                   |
| Campeón Indios de Cartagena Segundo título |

## Los mejores
| Stat                     | Jugador               | Total |
| ------------------------ | --------------------- | ----- |
| Porcentaje de bateo (BA) | Jose St. Clair (FIL)  | .369  |
| Hits (H)                 | Humberto Vargas (TOR) | 47    |
| Carrera impulsada (RBI)  | Chiflam Clark (FIL)   | 24    |
| Carrera anotada (R)      | Luis Baez (FIL)       | 27    |
| Home run (HR)            | Jose St. Clair (FIL)  | 8     |
| Robo de base (SB)        | Humberto Vargas (TOR) | 15    |

| Stat                 | Jugador                | Total         |
| -------------------- | ---------------------- | ------------- |
| Juegos ganados (GAN) | Cipriano Herrera (IND) | 5W-0L (1.000) |
| Efectividad (ERA)    | Wilfredo Salas (FIL)   | 1.32          |
| Ponches (SO)         | Wilfredo Salas (FIL)   | 39            |